# دارسی کاردن
دارسی کاردن (به انگلیسی: D'Arcy Carden) بازیگر و کمدین اهل ایالات متحده آمریکا است.
از فیلم‌ها یا مجموعه‌های تلویزیونی که وی در آن‌ها نقش داشته‌است، می‌توان به هیچ‌کس این را نمی‌خواهد، فهرست کارها، دیگر مردم، بامشل، سوار بر عقاب، ازدواج ناگزیر، افرادی که در عروسی از آن‌ها متنفریم و مکان خوب (بهشت) اشاره نمود.